# Copiapoa cinerea
Copiapoa cinerea es una especie de planta suculenta perteneciente al género Copiapoa, dentro de la familia Cactaceae. Es endémica del norte de Chile.

## Descripción

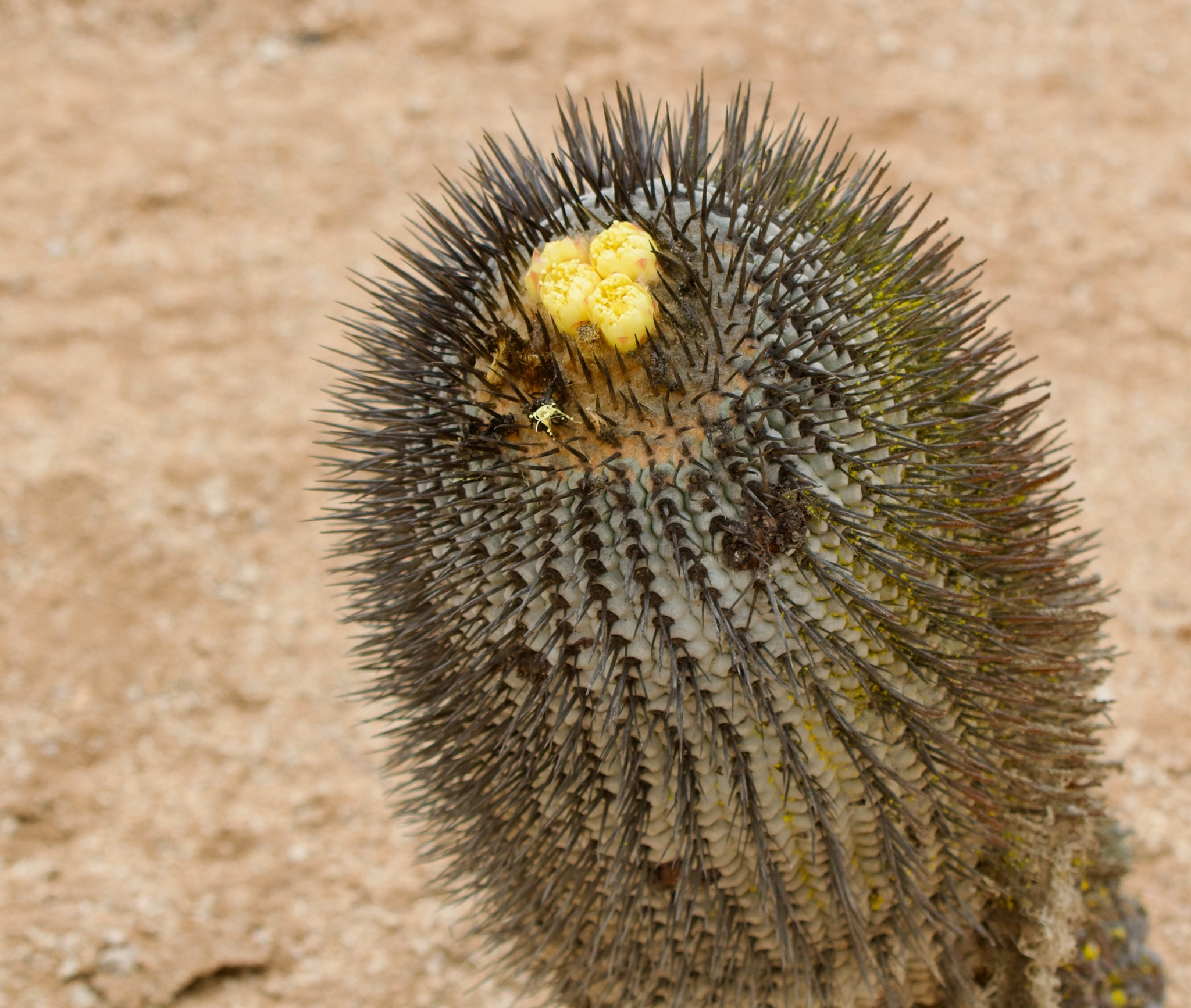
Copiapoa cinerea subsp. columna-alba en flor

Copiapoa cinerea es una especie de cactus que se ramifica lateralmente y basalmente, creciendo tanto de forma individual como formando montículos sueltos. Los tallos son de color gris verdoso, su forma va de globosa a cilíndrica alargada y tienen consistencia dura. Miden hasta 100 cm de largo y 18 cm de diámetro. Tienen el ápice con lana blanca, beige o gris y sus raíces son fibrosas.
Presentan de 12 a 30 costillas redondeadas, de 2 cm de ancho y 1,5 cm de profundidad. Se encuentran ligeramente divididas en tubérculos y apenas si están ensanchadas alrededor de donde se asientan las areolas. Éstas tienen forma redondeada, miden hasta 0,7 cm de diámetro, son de color gris a negro y están separadas unas de otras de 1 a 1,5 cm. Tienen espinas rectas de hasta 3 cm de largo, son mayoritariamente subuladas (más anchas en la base) y aunque inicialmente son de color negro, se vuelven grises con el tiempo. Entre ellas se distinguen de 0 a 4 espinas centrales gruesas de hasta 3 cm de longitud y de 0 a 6 espinas radiales, más finas y de hasta 2 cm de largo.
Las flores tienen forma de embudo, son de color amarillo pálido y miden hasta 3,5 cm de diámetro. Las piezas del perianto a menudo tienen la punta roja y los externos aparecen con una franja media rojiza. Además presentan algunas brácteas pequeñas escamosas y rosadas en el borde del pericarpelo y la porción inferior del hipanto, y las axilas son desnudas. 

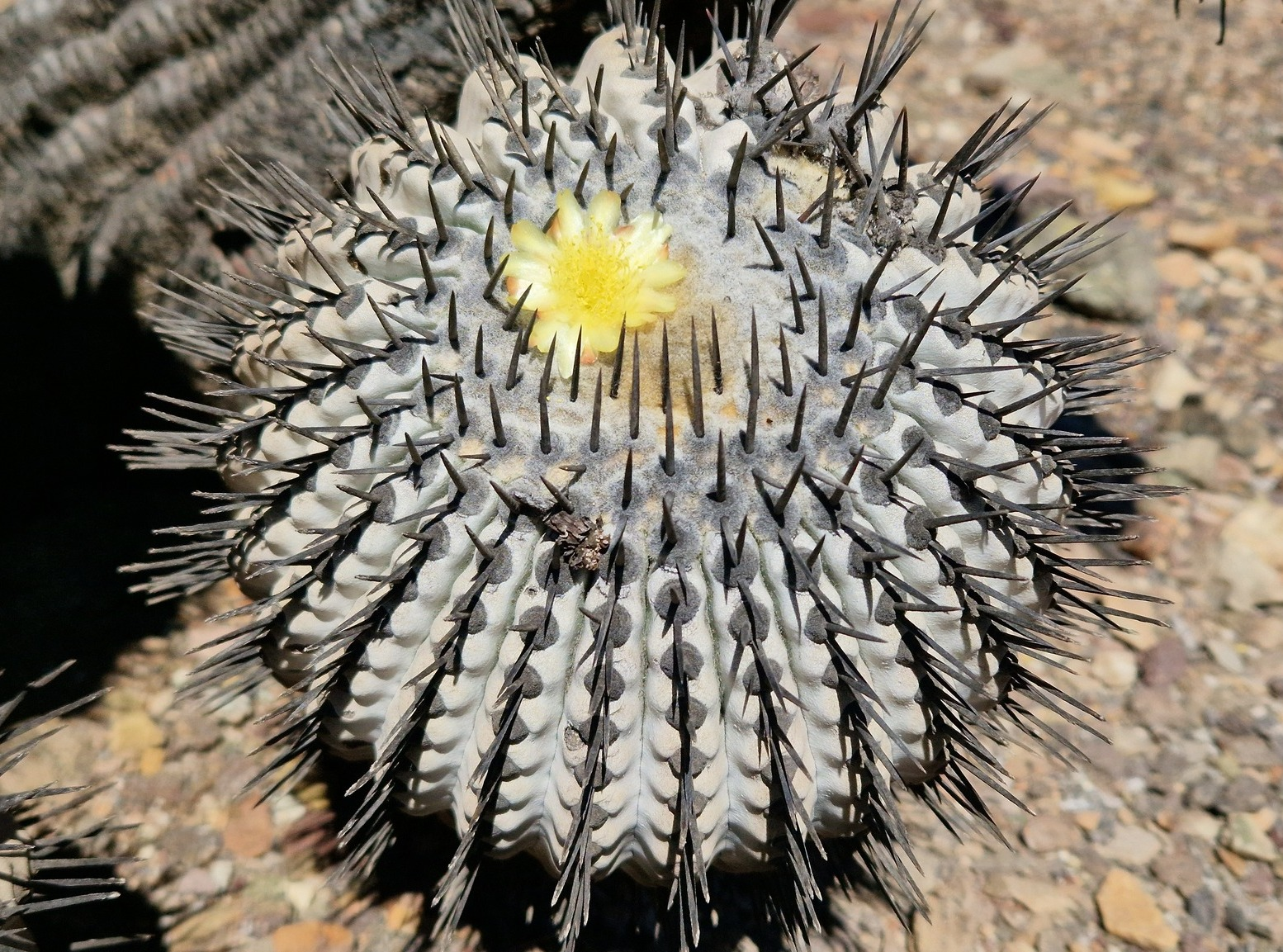
Planta en flor

El fruto es de color rojo rosado, mide hasta 1,5 cm de diámetro y tiene aproximadamente 5 pequeñas brácteas escamosas rojas.

## Distribución y hábitat
El área de distribución nativa de esta especie es el norte de Chile (concretamente desde Antofagasta hasta el desierto de Atacama) y crece principalmente en biomas desérticos o de matorrales secos. 

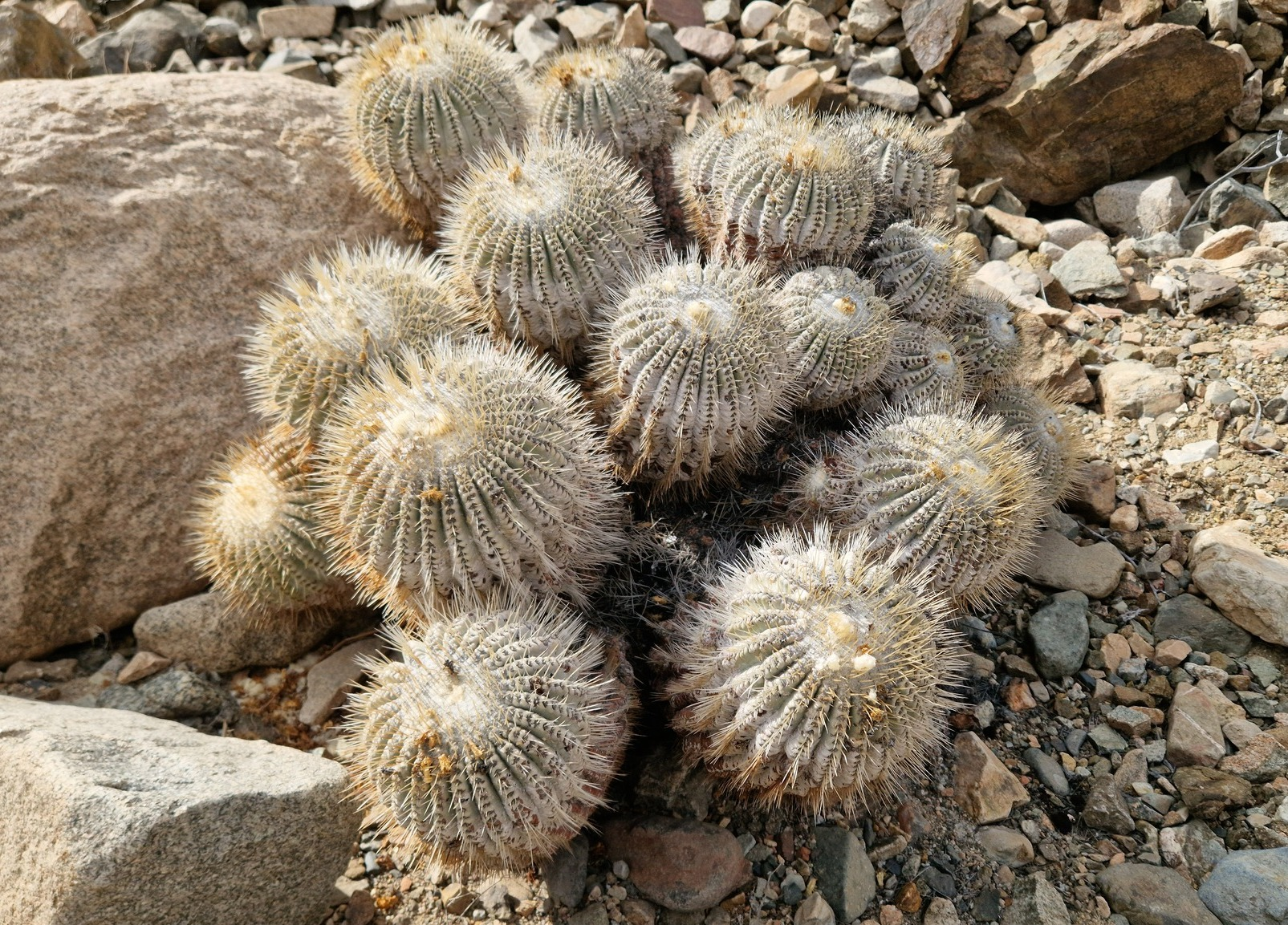
En su hábitat

Es muy tolerante a la sequía y se encuentra desde la costa hasta los 950 m de altitud, desarrollándose sobre laderas rocosas de cerros con exposición norte.

## Taxonomía
La primera descripción de esta especie fue como Echinocactus cinereus, publicada en 1860 por el botánico chileno de ascendencia alemana Rodulfo Amando Philippi en el libro Florula Atacamensis seu Enumeriatio: 23.
Posteriormente, los botánicos estadounidenses Nathaniel Lord Britton y Joseph Nelson Rose colocaron la especie en el género Copiapoa, pasando a llamarse Copiapoa cinerea y anotando estos cambios en el libro The Cactaceae; descriptions and illustrations of plants of the cactus family 3: 86 en el año 1922.
Etimología
- Copiapoa: nombre genérico que hace referencia a la ciudad chilena de Copiapó, ubicada en el desierto de Atacama, lugar donde se encuentran la mayoría de las especies de este género.
- cinerea: epíteto específico latino que significa 'gris ceniza', haciendo referencia al color de los tallos de esta especie.[6]

### Subespecies
Actualmente se distinguen cuatro subespecies:
| Imagen | Subespecie                                                | Descripción                                                                 | Distribución                                                    |
| ------ | --------------------------------------------------------- | --------------------------------------------------------------------------- | --------------------------------------------------------------- |
|        | Copiapoa cinerea subsp. cinerea                           | De forma globular a columnar                                                | Norte de Chile (desde Antofagasta hasta Atacama)                |
|        | Copiapoa cinerea subsp. columna-alba (F.Ritter) D.R.Hunt  | De forma columnar                                                           | Norte de Chile (desde el sudoeste de Antofagasta hasta Atacama) |
|        | Copiapoa cinerea subsp. krainziana (F.Ritter) Slaba       | Tallo con forma globular y cubierto de espinas blancas parecidas a pelos.   | Norte de Chile (desde el sudoeste de Antofagasta hasta Atacama) |
|        | Copiapoa cinerea subsp. scopa (Doweld) M.H.J.van der Meer | Híbrido globular (C. cinerea subsp. cinerea × C. cinerea subsp. krainziana) | Norte de Chile (Antofagasta)                                    |

Sinonimia
- Sinónimos de Copiapoa subsp. cinerea:
  - Copiapoa cinerea var. albispina F.Ritter (1963)

- Sinónimos de Copiapoa subsp. columna-alba:
  - Copiapoa cinerea var. columna-alba (F.Ritter) Backeb. (1962)
  - Copiapoa columna-alba F.Ritter (1959)
  - Copiapoa columna-alba var. nuda F.Ritter (1980)
  - Copiapoa melanohystrix F.Ritter (1980)

- Sinónimos de Copiapoa subsp. krainziana:
  - Copiapoa cinerea var. krainziana (F.Ritter) G.J.Charles (1998)
  - Copiapoa krainziana F.Ritter (1963)
  - Copiapoa krainziana var. scopulina F.Ritter (1963)

- Sinónimos de Copiapoa subsp. scopa:
  - Copiapoa × scopa Doweld (2001 publ. 2002)

## Estado de conservación

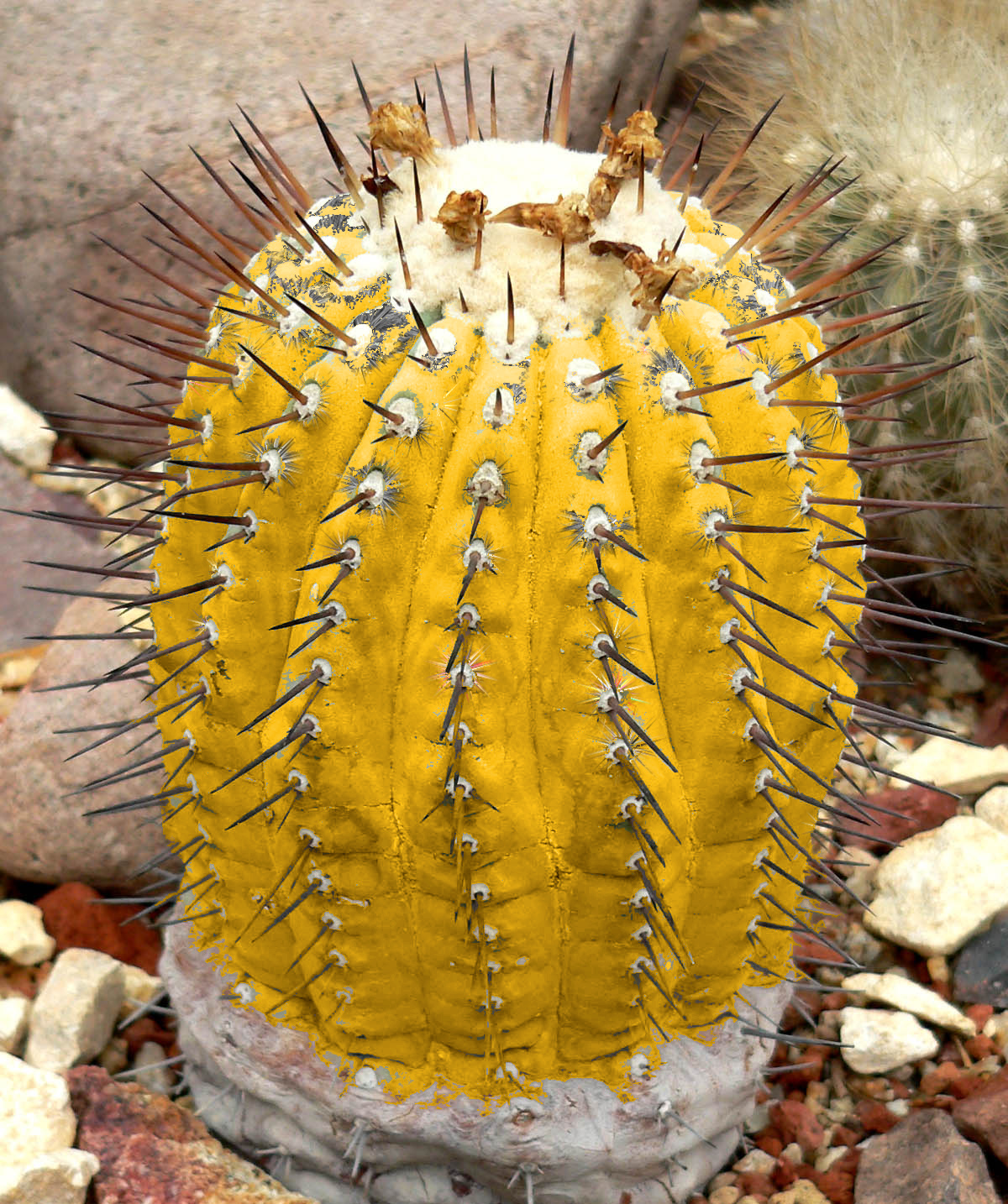
Copiapoa cinerea subsp. columna-alba variedad gold

En la Lista Roja de Especies Amenazadas de la UICN, la especie está clasificada como de “Preocupación Menor (LC)”.
Señalar que la especie sufre una disminución continua en el número de individuos debido al deterioro del hábitat por efecto de la disminución en las precipitaciones por el cambio climático. Además tiene un efecto muy negativo la recolección ilegal para las colecciones internacionales y la destrucción de hábitat a través del cambio del uso del suelo para la construcción de obras civiles como caminos, sistemas de transmisión eléctrica y rellenos sanitarios (entre otros). Sin embargo, la especie no parece estar en peligro inmediato de extinción y de hecho en la Convención CITES, la planta está incluida en el apéndice dos.

## Usos
Se cultiva principalmente como planta ornamental y su propagación se realiza a través de esquejes o semillas.